# Старый Двор (Владимирская область)
Старый Двор — село в Суздальском районе Владимирской области России, входит в состав Новоалександровского сельского поселения.

## География
Село расположено на автодороге 17А-1 Владимир — Переславль-Залесский в 8 км на северо-запад от центра поселения села Новоалександрово и в 21 км на северо-запад от Владимира.

## История
Старый Двор — старинное село, упоминается в жалованной Грамоте московскому митрополиту от 1504 года, где сказано, что село было митрополичьим имением. Затем было в ведении патриарха и Святейшего Синода.
В конце XIX — начале XX века село входило в состав Петроковской волости Владимирского уезда.
С 1929 года село являлось центром Стародворского сельсовета Владимирского района, с 1935 года — в составе Небыловского района, с 1965 года — в составе Суздальского района, с 2005 года — в составе Новоалександровского сельского поселения. 

## Население
| 1859 | 1897 | 1905 | 1926  | 2002 | 2010 | 2021 |
| ---- | ---- | ---- | ----- | ---- | ---- | ---- |
| 605  | ↗768 | ↗874 | ↗1087 | ↘737 | ↗775 | ↘668 |

## Инфраструктура
В селе расположены МОУ «Стародворская средняя общеобразовательная школа», Стародворская участковая больница, отделение почтовой связи 601283, операционная касса Сбербанка РФ № 8570/0182, сельхозпредприятие ООО "Стародворский" .